# كرتون نتورك (البرتغال)
كرتون نتورك البرتغال (بالإنجليزية: Cartoon Network Portugal)‏؛ هي قناة تلفزيونية برتغالية تابعة لـ شبكة كرتون نتورك تبث في البرتغال وإنغولا وعموم الجمهور البرتغالي والإنغولي بدأ بثها في 3 ديسمبر 2013 بعد إغلاق كرتون نتورك (إسبانيا) التي حل محلها في إسبانيا Boing (إسبانيا) وتبث عدة مسلسلات مثل وقت المغامرة وغامبول والعم جدو وستيفن البطل و الدببة الثلاثة.

## البرامج التي تبثها
- وقت المغامرة
- العم جدو
- غامبول
- ميكسلز
- العرض العادي
- ستيفن البطل
- أبطال التايتانز انطلقوا
- دورايمون
- كلارينس
- يوكاي واتش
- الدببة الثلاثة
- اختبار جوني
- اننا نمزح معكم
- الدراما الكاملة
- تنانين : فرسان قرية بيرك
- تنانين سباق إلى الحافة
- يونيكيتي!
- أوزوالدو
- فتيات القوة
- نينجاغو
- ديسي سوبر هيرو غيرلز
- ماو ماو: أبطال وادي القلب الطيب
- النمور الصاعقة هاووو